# کرزانسی
کرزانسی (به فرانسوی: Crézancy) یک کمون (فرانسه) در فرانسه است که در ان (ا-دو-فرانس) واقع شده‌است. کرزانسی ۷٫۰۶ کیلومتر مربع مساحت دارد ۶۷ متر بالاتر از سطح دریا واقع شده‌است.